# Антія
Антія́ (рос. Антия) — село у складі Олов'яннинського району Забайкальського краю, Росія. Входить до складу Булумського сільського поселення.

## Населення
Населення — 279 осіб (2010; 347 у 2002).
Національний склад (станом на 2002 рік):
- росіяни — 91 %